# Erscheinung des Herrn (München)

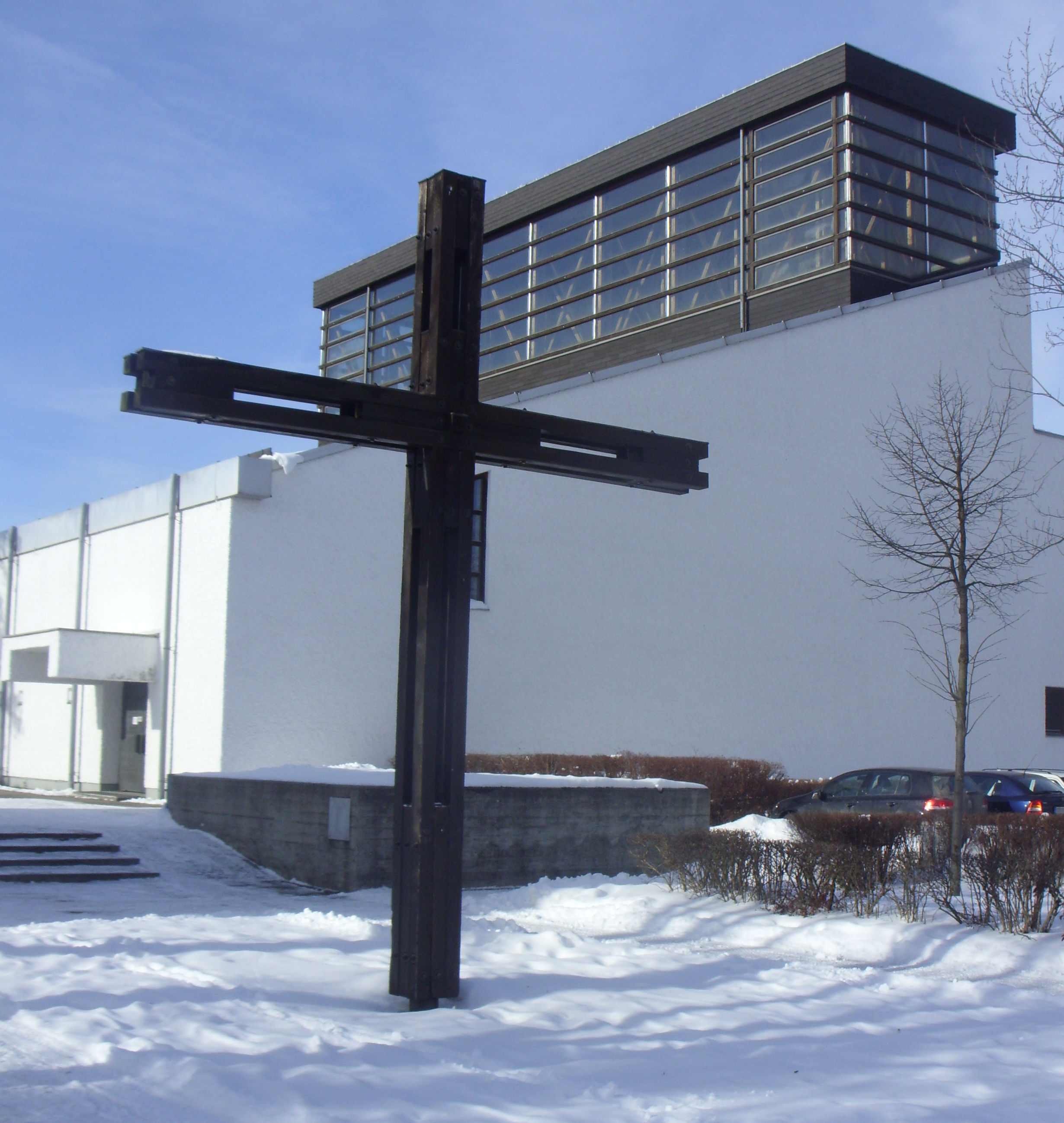
Holzbalkenkreuz vor der Pfarrkirche Erscheinung des Herrn. Im Hintergrund die Dachkonstruktion aus Holzbalken.

Die römisch-katholische Pfarrkirche Erscheinung des Herrn im Münchner Stadtteil Blumenau ist ein moderner Kirchenbau ohne Turm und somit auch ohne Kirchenglocken, der in den Jahren 1969 und 1970 errichtet wurde. Das Patrozinium Erscheinung des Herrn bezieht sich auf das gleichnamige Hochfest, welches am 6. Januar begangen wird und im Volksmund als Dreikönigsfest bekannt ist.

## Lage und Umgebung
Der Kirchhof bildet das Zentrum des Geländes. Südlich davon befindet sich das Pfarrheim, im Westen das Pfarrhaus mit Pfarrbüro und nördlich die Pfarrkirche. Die Dächer der drei Baukörper sind jeweils so ausgerichtet, dass sie zum Kirchhof hin abfallen. Auf der Ostseite öffnet sich das Areal zur Blumenauer Straße. Dort wird der Besucher von einem großen Holzbalkenkreuz empfangen.
Westlich der Kirche befindet sich der zur Pfarrei gehörende Katholische Kindergarten Erscheinung des Herrn.

## Geschichte
Bereits kurz nach der Entstehung der Parkwohnanlage Blumenau im Münchner Westen kam der Wunsch nach einer eigenen Kirche auf. So wurde 1965 Helmut Eisele, der Kaplan der Nachbarpfarrei Fronleichnam mit dem Aufbau der neuen Kirchengemeinde samt eigenem Gotteshaus beauftragt. Noch im selben Jahr begann der Architekt Günter Eisele mit der Planung der Kirche und des Pfarrzentrums. Am 19. Juli 1969 erfolgte die Grundsteinlegung durch Weihbischof Ernst Tewes, am 27. September 1970 die Kirchweihe durch Erzbischof und Kardinal Julius Döpfner.
Im November 2011 gründete die Pfarrei Erscheinung des Herrn zusammen mit den Nachbarpfarreien St. Willibald und Fronleichnam den Pfarrverband Salvator mundi, der seither von Salvatorianerpatres von St. Willibald betreut wird.

## Architektur
Bei der Pfarrkirche handelt es sich um einen modernen Rechteckbau mit Pultdach. Die wohl größte Besonderheit stellt die Dachkonstruktion dar. Diese besteht aus Holzbalken, die scheinbar nutzlos von der Decke nach unten hängen. Allerdings stützen sich diese Balken auf einem Netz aus Stahlseilen ab, welches wiederum in einem Ringanker aus Stahlbeton fixiert ist. Den optischen Mittelpunkt des Gottesdienstraumes bildet die auf der Nordseite angeordnete Altarinsel. Um diese sind auf drei Seiten Stühle für die Gottesdienstgemeinde aufgestellt. Feste Kirchenbänke sind nicht vorhanden. Auf der Nordseite befinden sich zu beiden Seiten der Altarinsel zwei zum Kirchenraum hin offene Nischen, in denen links die Werktagskapelle und rechts das Patroziniumsrelief untergebracht sind.

## Ausstattung
Der Volksaltar ist ein aus einem Block gehauener Quader aus bulgarischem Donaumuschelkalk, der auf einem etwas kleineren quadratischen Sockel ruht. Über dem Altar hängt ein auf Eiche gemaltes Tafelbild in Kreuzesform. Es wurde 1981 von dem Maler Werner Persy aus Trier geschaffen. Auf der dem Gemeindevolk zugewandten Seite ist der Gekreuzigte dargestellt. Er ist von Weinlaub und Trauben, also von Symbolen der Eucharistie, umgeben. Auf der Rückseite befinden sich vier Darstellungen, die vom rettenden und stärkenden Erscheinen Gottes zeugen: die Errettung der Israeliten aus dem Roten Meer (oben), die Errettung des Propheten Jona (unten), die Errettung der drei Jünglinge aus dem Feuer (Daniel 3, links) und Pfingsten (rechts).
Der würfelförmige Tabernakel ist an der Ecke von Kirchenraum und Seitenkapelle positioniert und dort von beiden Seiten einsehbar. Er wurde 1970 von Thomas Otto Munz aus Niederneuching bei Erding geschaffen. Auch Ambo, Taufbecken und Osterleuchter, die allesamt von Fritz Brosig aus Grafing stammen, gehören noch zur ursprünglichen Ausstattung der Kirche. Erst in den 2000er Jahren kamen der von Maria Munz-Natterer geschaffene Kreuzweg, die Apostelleuchter in die Kirche. Am Dreikönigstag 2007 wurde außerdem das Patroziniumsrelief mit einer Darstellung der Anbetung durch die Heiligen Drei Könige eingeweiht. Es stammt ebenfalls von Maria Munz-Natterer.
Die Orgel wurde 1975 von der Münchner Firma Wilhelm Stöberl erbaut.